# پرلئینا
پرلئینا (به صربی: Preljina) یک روستا در صربستان است که در Moravica District واقع شده‌است.
 پرلئینا ۱۲٫۵۳ کیلومتر مربع مساحت و ۱٬۸۴۰ نفر جمعیت دارد و ۲۵۰ متر بالاتر از سطح دریا واقع شده‌است.